# Stortjärnen (Lillhärdals socken, Härjedalen, 684090-139575)
Stortjärnen är en sjö i Härjedalens kommun i Härjedalen och ingår i Ljusnans huvudavrinningsområde. Sjön har en area på 0,143 kvadratkilometer och ligger 773,2 meter över havet. Stortjärnen ligger i Dalkarlskölen Natura 2000-område. Sjön avvattnas av vattendraget Lill-Mölingan.

## Delavrinningsområde
Stortjärnen ingår i det delavrinningsområde (684086-139627) som SMHI kallar för Utloppet av Stortjärnen. Medelhöjden är 778 meter över havet och ytan är 0,89 kvadratkilometer. Det finns inga avrinningsområden uppströms utan avrinningsområdet är högsta punkten. Lill-Mölingan som avvattnar avrinningsområdet har biflödesordning 4, vilket innebär att vattnet flödar genom totalt 4 vattendrag innan det når havet efter 319 kilometer. Avrinningsområdet består mestadels av sankmarker (40 procent) och kalfjäll (41 procent). Avrinningsområdet har 0,14 kvadratkilometer vattenytor vilket ger det en sjöprocent på 15,8 procent.